# Norma Baylon
Norma Baylon (Buenos Aires, 9 de noviembre de 1942) es una extenista profesional argentina que llegó a estar entre las cinco mejores jugadoras del mundo en la década de 1960.

## Carrera deportiva
En 1956 y 1957, fue bicampeona de menores y cinco años más tarde, en 1962, dio un gran paso al ganar el Abierto de la República en Buenos Aires. En la semifinal venció a la sudafricana Renée Schuurman, quien para entonces era la N.º 5 del mundo por 0-6, 6-3,6-0. En la final le ganó a la checa Věra Suková quien venía de ser finalista en Wimbledon y fue la misma tenista checa quien la invitó a jugar en el circuito de dobles con ella.
Ese mismo año fue reconocida en su país cuando se le otorgó el Premio Olimpia de oro y además fue la primera mujer en lograr ese reconocimiento. El año siguiente llegó hasta la cuarta ronda de Roland Garros donde perdió con Lesley Turner por 6-3,6-2. También llegó a la misma instancia en Wimbledon, allí se enfrentó a Margaret Smith con quien perdió por 6-3, 6-3. Norma se volvería a enfrentar en varias oportunidades con la australiana Smith quien sería su principal rival en toda su carrera.
Fue finalista de dobles femeninos en Torneo de Roland Garros de 1964. Su dupla en ese torneo fue Helga Schultze, sin embargo en esa instancia fueron vencidas por Margaret Smith y Lesley Turner por 6-3 6-1. Ese año también fue derrotada por Smith en cuartos de final de Wimbledon quien llegó a ponerse 6-0, 2-0 antes del abandono de Baylon.
En su siguiente participación en Wimbledon 1965 cayó en segunda ronda, como también había caído en el Abierto de Australia de ese mismo año. En Roland Garros pudo ir un poco más allá, sin embargo la australiana Margareth Smith le volvió a truncar la participación en cuartos de final. También participó en el Abierto de Estados Unidos por primera vez en su carrera donde cayó en cuartos de final contra Nancy Richey. Más allá de estos resultados esa temporada Baylon se coronó campeona en singles y dobles en Múnich y en Gstaad logró el título en dobles.
El año siguiente volvió a llegar hasta la misma instancia el grand slam estadounidense, pero allí no pudo ser más que la brasileña Maria Bueno, otra de las destacadas tenistas femeninas de la época, quien venía de ser campeona en tres oportunidades de esa competición y volvería a coronarse en esa oportunidad. En dobles, junto con la sudafricana Annette Van Zyl se coronó en el Abierto de Roma de ese año tras ganarle a la dupla compuesta por Ann Haydon-Jones y Elizabeth Starkie por 6-3, 1-6, 6-2.
También ganó la triple corona (individuales, dobles y dobles mixtos) en los seis torneos del circuito del Caribe, venció en Kitzbühel y obtuvo 10 títulos en dobles, llegando al 4.º puesto en el ranking mundial en 1966. Sin embargo en 1967 decidió alejarse del tenis repentinamente luego de su casamiento.

## Biografía
Su interés por el tenis se despertó en ella a muy temprana edad. Olindo Baylon, su padre, la asoció al Buenos Aires Lawn Tennis Club luego de que la puerta de un mueble de la casa quedara destruida por los pelotazos de la pequeña Norma.

Bueno, yo empecé a "jugar" a los tres años con una paleta y una pelota de ping-pong frente a la puerta del placard de la casa de mis padres, en Belgrano. Hasta que mi mamá se cansó y le dijo a mi papá "Comprale una raqueta a la nena porque ya me tiene cansada con el tiqui tiqui". Y a los cinco años me compraron mi primera raqueta que, si no me equivoco era una Sarina, de esas que ya no existen
Norma Baylon

Respecto de sus estadías en Europa, Norma manifestó que si bien extrañaba porque pasaba desde principios de enero hasta fines de octubre "se lo tomaba natural":

A mi madre le gustaba mucho Wimbledon y se quedaba un mes conmigo. Además mi abuelo vivía en un pueblito en las montañas cerca de Munich, y ahí yo mandaba todos mis premios. Después él armaba una caja de madera y me enviaba por barco todo lo que había juntado
Norma Baylon

Se casó en 1967 con el tenista peruano Bartolomé Puiggrós, con quien tuvo tres hijos, motivo por el cual residió durante 25 años en Perú.
En 1988 tuvo la oportunidad de ser jueza en los Juegos Olímpicos de Seúl en los que Gabriela Sabatini obtuvo la medalla de plata.
Más tarde, en 1993, regresó a Argentina y se desempeñó como coordinadora del programa de tenis para discapacitados de la Asociación Argentina de Tenis.